# Lijst van materieel van de Zweedse landmacht
Dit is een lijst van het materieel van de Zweedse landmacht.

## Voertuigen

### Tanks
| Naam                           | Soort        | Aantal | Afkomst          | Afbeelding | Opmerking                            |
| ------------------------------ | ------------ | ------ | ---------------- | ---------- | ------------------------------------ |
| Stridsvagn 122 Stridsvagn 122B | Gevechtstank | 120    | Duitsland Zweden |            | Verbeterde versie van de Leopard 2A5 |

### Infanterie
| Naam            | Soort                      | Aantal | Afkomst | Afbeelding | Opmerking |
| --------------- | -------------------------- | ------ | ------- | ---------- | --------- |
| Stridsfordon 90 | Infanteriegevechtsvoertuig | 509    | Zweden  |            |           |

### Pantserinfanterievoertuigen
| Naam                 | Soort                     | Aantal | Afkomst | Afbeelding | Opmerking |
| -------------------- | ------------------------- | ------ | ------- | ---------- | --------- |
| Pansarterrängbil 180 | Pantserinfanterievoertuig | 55     | Finland |            |           |
| Pansarterrängbil 203 | Pantserinfanterievoertuig | 148    | Finland |            |           |
| Pansarterrängbil 360 | Pantserinfanterievoertuig | 113    | Finland |            |           |

### Commandovoertuigen
| Naam                                | Soort                                                      | Aantal | Afkomst | Afbeelding | Opmerking                                                             |
| ----------------------------------- | ---------------------------------------------------------- | ------ | ------- | ---------- | --------------------------------------------------------------------- |
| Stridsledningspansarbandvagn 90 A/C | Commandovoertuig                                           | 56     | Zweden  |            | Aangepaste versie van de CV-90.                                       |
| Störpansarbandvagn 90               | Elektronische oorlogsvoering                               | 1      | Zweden  |            | Speciale versie van de CV-90, uitgerust met verschillende apparatuur. |
| Pansarterrängbil 202                | Commandovoertuig Elektronische oorlogsvoering Radarsysteem | 20     | Finland |            |                                                                       |

### Rupsvoertuigen
| Naam             | Soort                      | Aantal | Afkomst | Afbeelding | Opmerking |
| ---------------- | -------------------------- | ------ | ------- | ---------- | --- |
| Bandvagn 206/208 | Terreinvoertuig            | ±4500  | Zweden  |            | Er zijn sinds 1979 4500 exemplaren besteld, een deel ervan is buiten dienst. Het is echter niet duidelijk hoeveel. |
| Bandvagn 209     | Bepantserd terreinvoertuig | 93     | Zweden  | BV308a     | |
| Bandvagn 410     | Bepantserd terreinvoertuig | 153    | Zweden  |            | |

### Terreinwagens
| Naam          | Soort                          | Aantal | Afkomst     | Afbeelding | Opmerking                                           |
| ------------- | ------------------------------ | ------ | ----------- | ---------- | --------------------------------------------------- |
| Personbil 8   | Personenvoertuig               | 400    | Duitsland   |            | Gemodificeerde versie van de Mercedes Benz Sprinter |
| Terrängbil 14 | Bepantserd personenvoertuig    | 435    | Duitsland   |            | Mercedes Benz G-Klasse 4x4                          |
| Terrängbil 15 | Bepantserd personenvoertuig    | 241    | Duitsland   |            | Mercedes Benz G-Klasse 6x6                          |
| Terrängbil 16 | Mijnbestendig personenvoertuig | 380    | Zuid-Afrika |            |                                                     |

### Houwitsers
| Naam                        | Soort            | Aantal | Afkomst | Afbeelding | Opmerking                                                                             |
| --------------------------- | ---------------- | ------ | ------- | ---------- | ------------------------------------------------------------------------------------- |
| Artillerisystem 08 (Archer) | Houwitser        | 48     | Zweden  |            |                                                                                       |
| CV90                        | Pantserhouwitser | 40     | Zweden  |            | Speciale variant van de Stridsfordon 90. Bewapend met een 120 mm dubbelloops mortier. |

### Luchtafweer
| Naam                                         | Soort       | Aantal | Afkomst | Afbeelding | Opmerking |
| -------------------------------------------- | ----------- | ------ | ------- | ---------- | --------- |
| Luftvärnskanonvagn 90 Luftvärnskanonvagn 90C | Luchtafweer | 30     | Zweden  |            |           |

### Genievoertuigen
| Naam                   | Soort                       | Aantal | Afkomst                    | Afbeelding | Opmerking                                                  |
| ---------------------- | --------------------------- | ------ | -------------------------- | ---------- | ---------------------------------------------------------- |
| Bärgningsbandvagn 90   | Bepantserd bergingsvoertuig | 26     | Zweden                     |            |                                                            |
| Bärgningsbandvagn 120  | Bepantserd bergingsvoertuig | 14     | Duitsland                  |            |                                                            |
| Brobandvagn 120        | Brugleggende tank           | 6      | Duitsland                  |            |                                                            |
| Ingenjörbandvagn 120   | Geniedoorbraaksysteem       | 6      | Duitsland Zwitserland      |            |                                                            |
| Bandschaktare 23T      | Bepantserd Bulldozer        | ?      | Verenigde Staten           |            | Bepantserde versie van de Caterpillar D6 XL                |
| Bandschaktare 18T      | Bepantserd Bulldozer        | ?      | Verenigde Staten           |            | Bepantserde versie van de Caterpillar D6R                  |
| Amfibiebro 400         | Amfibische bruglegger       | 0(12)  | Duitsland                  |            | 12 stuks zijn in 2022 besteld, en worden in 2024 geleverd. |
| Maskinell Fordonsmatta | Wegbouwsysteem              |        | Zweden Verenigd Koninkrijk |            |                                                            |

### Vrachtwagens
| Naam                                       | Soort                                         | Aantal                    | Afkomst              | Afbeelding | Opmerking                                                                               |
| ------------------------------------------ | --------------------------------------------- | ------------------------- | -------------------- | ---------- | --------------------------------------------------------------------------------------- |
| RMMV TG MIL 8x8                            | Wissellaadsysteem                             |                           | Oostenrijk Duitsland |            |                                                                                         |
| RMMV HX                                    | Vrachtwagen                                   | 250 (samen met Noorwegen) | Duitsland            |            |                                                                                         |
| Scania PRT Scania P124 6x6 Scania P128 8x8 | Vrachtwagen Wissellaadsysteem Haakarmvoertuig |                           | Zweden               |            | Afbeelding dient als voorbeeld, het getoonde voertuig is niet van de Zweedse Landmacht. |
| Scania SBA111                              | Vrachtwagen                                   |                           | Zweden               |            |                                                                                         |
| Volvo FMX                                  | Vrachtwagen                                   |                           | Zweden               |            | Afbeelding dient als voorbeeld, het getoonde voertuig is niet van de Zweedse Landmacht. |
| Volvo FM12                                 | Vrachtwagen                                   |                           | Zweden               |            | Afbeelding dient als voorbeeld, het getoonde voertuig is niet van de Zweedse Landmacht. |

## Wapens

### Anti-tank wapens
| Naam             | Soort                       | Afkomst          | Kaliber       | Afbeelding | Opmerking                                                                    |
| ---------------- | --------------------------- | ---------------- | ------------- | ---------- | ---------------------------------------------------------------------------- |
| Granatgevär m/18 | Draagbare anti-tank wapen   | Zweden           | 84 mm         |            | Het wapen heeft een terugslagloze vuurmond, commerciële naam: Carl Gustaf M4 |
| Pansarskott m/86 | wegwerpbaar anti-tank wapen | Zweden           | 84 mm         |            | Commerciële naam: Bofors AT-4                                                |
| Robot 56 BILL    | Anti-tank, geleide raket    | Zweden           | 10,5 kg raket |            | Commerciële naam: RBS 56B BILL 2                                             |
| Robot 57         | Anti-tank raket             | Zweden           | 115 mm/150 mm |            | Commerciële naam: Saab Bofors Dynamics NLAW                                  |
| Robot 55         | Anti-tank raket             | Verenigde Staten | 430-900 mm    |            | Commerciële naam: BGM-71 TOW                                                 |

### Pistolen
| Naam                             | Soort                    | Afkomst    | Kaliber | Afbeelding | Opmerking                  |
| -------------------------------- | ------------------------ | ---------- | ------- | ---------- | -------------------------- |
| Pistol 88 Pistol 88C Pistol 88C2 | Semiautomatische pistool | Oostenrijk | 9 mm    |            | Commerciële naam: Glock 17 |
| Pistol 88B Pistol 88D            | Semiautomatische pistool | Oostenrijk | 9 mm    |            | Commerciële naam: Glock 19 |

### Geweren en karabijnen
| Naam                                               | Soort                   | Afkomst | Kaliber    | Afbeelding | Opmerking                         |
| -------------------------------------------------- | ----------------------- | ------- | ---------- | ---------- | --------------------------------- |
| Automatkarbin 4B Automatkarbin 4C Automatkarbin 4D | volautomatisch geweer   | Zweden  | 7,62x51 mm |            | Gebaseerd op de Heckler & Koch G3 |
| Automatkarbin 5C Automatkarbin 5D                  | volautomatisch karabijn | Zweden  | 5,56x45 mm |            | Gebaseerd op de FN FNC            |

### Shotguns
| Naam                     | Soort                    | Afkomst                 | Kaliber             | Afbeelding | Opmerking                        |
| ------------------------ | ------------------------ | ----------------------- | ------------------- | ---------- | -------------------------------- |
| Förstärkningsgevär 870 C | Shotgun                  | Verenigde Staten Zweden | 12 gauge (70-76 mm) |            | Gebaseerd op de Remington M870   |
| Hagelgevär 11-87         | Semi-automatisch shotgun | Verenigde Staten        | 12 gauge (70-76 mm) |            | Commerciële naam: Remington 1187 |
| Hagelgevär 686           | Shotgun                  | Italië                  | Max 76 mm           |            | Commerciële naam: Beretta 686    |

### Snipers
| Naam                | Soort                    | Afkomst             | Kaliber    | Afbeelding | Opmerking                                               |
| ------------------- | ------------------------ | ------------------- | ---------- | ---------- | ------------------------------------------------------- |
| Automatgevär 90C    | Semi-automatische sniper | Verenigde Staten    | .50 mm     |            | Commerciële naam: Barett M82A1                          |
| Prickskyttegevär 90 | Grendelgeweer            | Verenigd Koninkrijk | 7,62x51 mm |            | Commerciële naam: Accuracy International Arctic Warfare |

### Luchtdoelraketten
| Naam                   | Soort          | Afkomst          | Afbeelding | Opmerking                                                                     |
| ---------------------- | -------------- | ---------------- | ---------- | ----------------------------------------------------------------------------- |
| Eldenhet 98            | Luchtdoelraket | Duitsland Zweden |            | Dit systeem kan op een rupsvoertuig gemonteerd worden en bevat vier raketten. |
| Robotsystem 23 'BAMSE' | Luchtdoelraket | Zweden           |            | Wordt enkel gebruikt voor de luchtverdediging van Gotland.                    |
| Robotsystem 70         | Luchtdoelraket | Zweden           |            |                                                                               |
| Robotsystem 97         | Luchtdoelraket | Verenigde Staten |            |                                                                               |
| Luftvärnssystem 103    | Luchtdoelraket | Verenigde Staten |            |                                                                               |